# 1411
1411 (MCDXI) var ett normalår som började en torsdag i den julianska kalendern.

## Händelser

### Mars
- 24 mars – Stillestånd sluts mellan Erik av Pommern och holsteinarna i Kolding.
- 26 mars – Novgoroderna bränner Viborgs förstad, som hämnd för det svenska angreppet.

### Augusti
- 1 augusti – Kung Erik lägger grundstenen till Visborgs slott och borgarna förlorar styret över Visby, som nu tas över av Kalmarunionen via fogden på slottet.

### November
- 24 november – Appenzell ingår allians med Schweiziska edsförbundet.[1]

### Okänt datum
- Svenskarna bränner den novgorodska staden Tiversk.
- Erik deklarerar att de finska ödemarkerna är kronans territorium.
- Samogitien övergår från Tyska orden till Polen–Litauen.
- Paul de Limbourg och Jean de Limbourg låter utföra Les Trés Riche Heures du duc de Berry.
- Den indiska staden Ahmedabad grundas.
- Belägringen av Konstantinopel (1411).

## Födda
- 21 september – Rikard, hertig av York, engelsk tronarvinge.

## Avlidna
- September – Anne Mortimer, engelsk adelsdam.

### Fotnoter
1. ↑  World Statesmen (läst 7 april 2011)